# Xuecheng
Xuecheng är ett stadsdistrikt i Zaozhuang i Shandong-provinsen i norra Kina.